# William Foot Mitchell
Sir William Foot Mitchell (* 26. Juni 1859; † 31. Juli 1947) war ein britischer Manager und Politiker (Conservative Party).

## Leben und Tätigkeit
Mitchell wurde in London und Paris ausgebildet. Anschließend trat er ins Ölgeschäft ein: Vom 10. März 1903 bis zum 31. Dezember 1938 war Mitchell Managing Director des Konzerns Royal Dutch Shell. In den ersten Jahren nach der Jahrhundertwende war er vor allem in Ostasien tätig. Während dieser Zeit amtierte er zwei Jahre als Vorsitzender der Auslandshandelskammer in Yokohama.
Anlässlich der britischen Parlamentswahl 1910 wurde Mitchell erstmals als Abgeordneter ins House of Commons, das britische Parlament gewählt, in der er sich gegen den Inhaber des Sitzes für den Wahlkreis Dartford, James Rowlands durchsetzen konnte. Bei der vorgezogenen Parlamentswahl vom Dezember 1910 unterlag Mitchell jedoch gegen Rowlands, der sein altes Mandat zurückerobern konnte. Anlässlich der Parlamentswahl 1922 konnte Mitchell als Abgeordneter ins Unterhaus zurückkehren, in dem er nun bis zur Wahl des Jahres 1929 – wiedergewählt 1924 – den Wahlkreis Saffron Walden vertrat.
Ende der 1930er Jahre wurde Mitchell von den nationalsozialistischen Polizeiorganen als wichtige Zielperson eingestuft: Im Frühjahr 1940 setzte das Reichssicherheitshauptamt in Berlin ihn dann auf die Sonderfahndungsliste G.B., ein Verzeichnis von Personen, die im Falle einer erfolgreichen deutschen Invasion Großbritanniens durch die Sonderkommandos der SS-Einsatzgruppen mit besonderer Priorität ausfindig gemacht und verhaftet werden sollten.
1929 wurde Mitchell von Georg V. zum Knight Bachelor geschlagen.

## Familie
1886 heiratete Mitchell Elsie Hadley.